# Джафаров, Теймур Фикрет оглы
Тейму́р (Тиму́р) Фикре́т оглы́ Джафа́ров (род. 24 мая 1978 года, Кировабад, Азербайджанская ССР) — российский кино- и телепродюсер, режиссёр, актёр. Генеральный продюсер киностудии Team Films.

## Биография
Теймур Джафаров родился в 1978 году в городе Кировабад (ныне Гянджа) в интеллигентной семье. В раннем детстве с семьёй переехал в Баку. Его бабушка и дедушка были медиками, и в какой-то момент Теймур понял, что хочет стать детским врачом. Поступил в Азербайджанский медицинский университет, окончил его в 2000 году по специальности педиатрия. В 2002 году окончил ординатуру в Медицинском центре Управления делами президента РФ по специальности врач анестезиолог-реаниматолог. Работал в Национальном медицинском исследовательском центре сердечно-сосудистой хирургии имени А. Н. Бакулева.
Во время обучения в мединституте Джафаров с сокурсниками организовал студенческую команду КВН. Советами помогали опытные игроки: Тимур Вайнштейн, Эльчин Азизов, Мурад Дадашев и другие. В качестве игрока Теймур приезжал в Россию. Уже после его переезда в Москву Тимур Вайнштейн и Юлий Гусман пригласили Джафарова помогать им с организацией церемонии награждения премией «Ника», одним из авторов и режиссёров которой Теймур был с 2000 по 2017 год.
С 2003 по 2009 годы Теймур Джафаров работал в продюсерском центре «Леан-М» в качестве исполнительного продюсера, креативного продюсера и режиссёра. В 2008 году окончил Высшие курсы сценаристов и режиссёров в Москве. 
С сентября 2009 по октябрь 2010 года Теймур Джафаров являлся генеральным директором и исполнительным продюсером в «ВайТ Шип Филмз». В 2011—2012 годах занимал пост генерального продюсера на федеральном информационном телевизионном канале республики Казахстан «7-канал» и ЗАО «ВайТ Шип Медиа». Команда под его руководством запустила в Казахстане «Фабрику звёзд», казахстанский «Comedy Club» и другие шоу. В результате канал поднялся в рейтинге с 10-го места на 3-е, при этом его среднемесячная доля выросла с 1,8% до 7%. 
С 2010 года Теймур Джафаров является главой и генеральным директором собственной кинокомпании Team Films. Под его руководством было выпущено и реализовано более 40 проектов. В их числе: телесериалы «Воронины», «Хорошая жена», «В клетке», полнометражный фильм «Жара», образовательные проекты «Третьяковка со Шнуром», «Третьяковка с Хабенским» и многие другие.

Когда я подключился к процессу, идея онлайн-экскурсии по залам показалась сомнительной. Не хотелось повторяться и делать похожие музейные съемки. Если и запускать проект, то мейнстримовый, для огромного количества людей. Для тех, кто никогда не пойдет в Третьяковку и искусством особо не интересуется. В процессе подготовки мы обсуждали героев, кто будет в кадре. Единогласно решили, что это Зельфира Трегулова. Я попросил команду поставить к ней в пару личность, которая будет совершенным антиподом и никак не ассоциируется с музеем. Так возник в проекте Шнуров. Судя по просмотрам, идея себя оправдала.
— Теймур Джафаров
С 2019 года Теймур Джафаров курирует направление по производству сериалов, web-проектов и других малых форм в Okko Entertainment. В 2021 году запустил два ожидаемых сериала: «В клетке-2» и «Моя большая тайна».
Теймур Джафаров активно участвует в культурной и образовательной жизни Москвы. Внёс вклад в реализацию общественных проектов, направленных на социальную поддержку граждан в период эпидемии COVID-19 в России, и в решение приоритетных задач внутренней политики.

## Фильмография
Продюсер:
- 2023 — Своя чужая дочь
- 2022 — Лети, пёрышко
- 2022 — Свадебный марш (сериал)
- 2021 — В клетке-2
- 2021 — Сын
- 2021 — Моя большая тайна
- 2021 — Выжившие — ассоциированный продюсер
- 2020 — Уцелевшие (сериал)
- 2020 — Записки отельера #Гельвеция — генеральный продюсер
- 2019 — Трендонутые — генеральный продюсер
- 2019 — Риелторка — генеральный продюсер
- 2019 — Пинокио
- 2019 — Жара
- 2019 — В клетке
- 2019 — Вампир Алёша — генеральный продюсер
- 2019 — Бар «На грудь»-2
- 2018 — Хорошая жена
- 2018 — Остров Обречённых
- 2018 — Неуловимые
- 2017—2019 — Воронины (20—24 сезоны)
- 2017 — Линия огня — исполнительный продюсер
- 2016 — Беглые родственники
- 2015 — Выжить после-3 — исполнительный продюсер
- 2015 — Бармен
- 2013 — Семейные обстоятельства
- 2012 — Проклятие (короткометражный)
- 2009 — Крем

Актёр:
- 2018 — Звоните ДиКаприо! — Теймур, метрдотель
- 2007 — Морская душа — эпизод
- 2007 — Дочки-матери — эпизод
- 2004 — Граф Крестовский — переводчик